# Invierno Cruel
Se conoce como Invierno Cruel, en los sucesos narrados por el escritor británico J. R. R. Tolkien en los Apéndices de la novela El Señor de los Anillos, al invierno entre los años 2911-2912 de la Tercera Edad, de una inusual severidad y duración, que azotó la Tierra Media, principalmente al noroeste del continente, con un frío desolador.

## Historia ficticia
Al igual que el Largo Invierno de 2758-2759 T. E., el Invierno Cruel causó grandes estragos en Eriador, Gondor y Rhovanion. Afectó no solo a la población sino también a las bestias (kelvar) y a la vegetación (olvar). En Eriador se congelaron los ríos Brandivino y Gwathló, por lo que la región de Minhiriath quedó completamente desierta. 
A la Comarca no le fue mejor. Los lobos blancos la invadieron desde el norte aprovechando las aguas congeladas del Baranduin. El hambre golpeó a los hobbits, puesto que se perdieron las cosechas y animales. El mago Gandalf y los Montaraces del Norte tuvieron que socorrerlos con comida para evitar que el hambre causara estragos.
En Rhovanion el invierno no solo afectó a los valles del Anduin sino también a gran parte del Bosque Negro. En Gondor y en Rohan afectó a las regiones de Enedwaith, las Tierras Brunas, Anórien y a todas las regiones de las laderas meridionales de las Montañas Blancas.
Esta vez Sauron no pudo aprovechar la ocasión, puesto que unos años antes (en 2885 T. E.) los haradrim habían sido derrotados por el senescal Túrin II en la Batalla de los Vados del Poros. Además, sus tropas de orcos, se habían visto notablemente reducidas luego de la Guerra de Enanos contra Orcos, que culminó con la Batalla de Azanulbizar, un siglo antes.
Pero lo peor llegaría con el deshielo, en marzo de 2912 T. E., grandes inundaciones se dieron en todas las regiones, que arruinaron cosechas y arrasaron las tierras. En particular, Enedwaith y Minhiriath fueron devastadas, y la ciudad de Tharbad abandonada, quedando desierta. El puente que cruzaba el río y que permitía la comunicación entre Eriador y Gondor a través del Camino Norte-Sur quedó completamente destruido.